# Ortografia moderna
L'ortografia moderna, o semplificata o nuova, è una maniera di scrivere i dialetti della lingua lombarda.
Finora, malgrado siano stati fatti tanti tentativi, non si è ancora trovato un accordo definitivo sulla maniera di trascrivere graficamente la lingua lombarda e i suoi dialetti, a differenza delle lingue ufficiali. Questo perché il lombardo è una lingua più parlata che scritta, ma specialmente perché non è mai esistita una istituzione ufficiale, autorevole e riconosciuta che abbia potuto mettere un po' d'ordine e fissare delle regole uniche e definitive. Di fatto, ancor oggi, esistono ancora tra gli autori lombardi molte differenze nello scrivere.
Il problema è di trovare un sistema grafico che, senza troppe complicazioni, dimostri, anche se approssimativamente ma in maniera soddisfacente i suoni del dialetto. Per quanto riguarda la scelta dei segni da usare, si preferiscono le normali lettere dell'alfabeto, che possono essere facilmente lette e scritte, anche con le moderne tastiere del computer.

## Storia

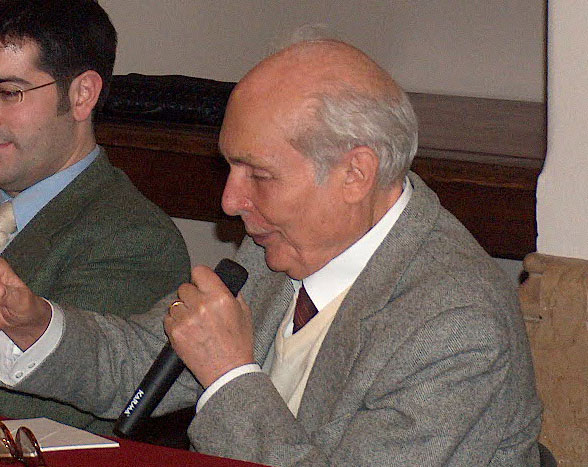
Claudio Beretta

Francesco Cherubini è stato il primo autore che ha notato il problema dell'inadeguatezza della maniera di scrivere tradizionale, ma ha rinunciato a mettere mano a una riforma e a fare proposte .
Francesco Angiolini  ha fatto il primo tentativo di riforma, però complessivamente il suo sistema lascia piuttosto perplessi: elimina sì le doppie all'interno della parola, ma usa parecchi segni come l'accento e il puntino che restano difficili da usare.
Il Comitato per il Vocabolario Italiano - Milanese presieduto da Claudio Beretta ha proposto nel 1979 una grafia che, senza scostarsi troppo dall'ortografia tradizionale, cerca di superare le tre principali difficoltà: le consonanti doppie, le sibilanti (s, ss, z, zz) e le vocali e e o con le loro varietà. Ecco le più importanti innovazioni: 
- u: rappresenta la u italiana [u] (tôss > tuss - tosse).
- ü: rappresenta la vocale anteriore chiusa arrotondata [y], chiamata anche u lombarda (vun > vün - uno).
- ö: rappresenta la vocale anteriore semichiusa non arrotondata [ø] (pioeugg > piögg - pidocchio).
- s: rappresenta la esse aspra [s] (mezz > mess - mezzo).
- ʃ: rappresenta la esse dolce [z] (tôsa > tuʃa - ragazza).
- o: rappresenta la o aperta [ɔ] (zòpp > sopp - zoppo).
- le consonanti doppie sono mantenute alla fine delle parole e parzialmente all'interno, le vocali doppie solo alla fine.

Infine Francesco Nicoli  presenta, pur senza usarla nella sua totalità, la riforma che viene mostrata di seguito.

## Principi generali
- La ö e la ü prendono il posto della oeu e della u (fioeu > fiöö - ragazzo, pugn > pügn - pugno). La u prende il posto della ô (tôsa > tusa - ragazza).

- L'accento grafico viene usato solo sulla parola tronca che termina con vocale, a eccezione della ö e della ü (fradèll > fradell - fratello, ancamò > ancamò - ancora, sù > sü - su).

- Abolizione dell'h e della j. L'h viene mantenuta solo per rappresentare il suono gutturale della c e della g davanti alla i e alla e.

- Si mantengono i digrammi gl, gn, ch, gh, ci, gi, sc, sg e qu.

- Viene mantenuta la s'c e la s'g (s'cepà - spaccare, s'gelà - sgelare).

- Eliminazione dell'apostrofo in tutti gli altri casi di elisione, troncamento e aferesi (l om - l'uomo, un oltra dona - un'altra donna, gnurant - 'gnorante).

- Abolizione delle doppie, a eccezione della n alla fine della parola, per rappresentare il suono nasal-dentale (fiffa > fifa - paura, finii > fini - finito, pan - pane, donn - donne).

Certamente non esiste il sistema grafico perfetto e per facilitare l'ortografia bisogna rendere i segni accessibili a tutti, anche alla tastiera del computer. Però la semplificazione fatta è stata adottata da pochi autori lombardi nella sua interezza. Tanti, sempre con molta differenza tra uno e l'altro, mantengono l'apostrofo e le doppie almeno alla fine della parola, o la j e la h.
Chi è abituato a scrivere nella maniera classica trova molta difficoltà a adattarsi, però l'ortografia moderna si prefigge solo di semplificare la grafia senza dare indicazioni di timbro o di tono: in caso di difficoltà, come in caso di omonimia, sarà il contesto che aiuterà il lettore a interpretare esattamente.

## Confronto con la grafia classica
| Grafia classica | Grafia moderna | IPA     |
| --------------- | -------------- | ------- |
| A a (à)         | A a (à)        | /a/     |
| Aa aa           | Aa aa          | /aː/    |
| B b             | B b            | /b/     |
| C c             | C c            | /k, tʃ/ |
| Ch ch           | Ch ch          | /k/     |
| D d             | D d            | /d/     |
| E e (é)         | E e (é)        | /e/     |
| Ee ee           | Ee ee          | /eː/    |
| È è             | È è            | /ɛ/     |
| F f             | F f            | /f/     |
| G g             | G g            | /ɡ, dʒ/ |
| Gh gh           | Gh gh          | /ɡ/     |
| I i (ì)         | I i (ì)        | /i/     |
| Ii ii           | Ii ii          | /iː/    |
| J j             | I i            | /j/     |
| L l             | L l            | /l/     |
| M m             | M m            | /m/     |
| N n             | N n            | /n/     |
| O o             | U u (ù)        | /u/     |
| Oo oo           | Uu uu          | /uː/    |
| Ò ò             | O o (ò)        | /o/     |
| Ô ô             | Oo oo          | /oː/    |
| Oeu oeu         | Ö ö            | /ø/     |
| P p             | P p            | /p/     |
| Qu qu           | Qu qu          | /kʷ/    |
| R r             | R r            | /r/     |
| S s             | S s            | /s/     |
| Sc sc           | Sc sc          | /ʃ/     |
| S'c s'c         | S'c s'c        | /stʃ/   |
| S s             | Ʃ ʃ            | /z/     |
| Sg sg           | Ʃg ʃg          | /ʒ/     |
| S'g s'g         | Ʃ'g ʃ'g        | /zdʒ/   |
| T t             | T t            | /t/     |
| U u (ù)         | Ü ü            | /y/     |
| Uu uu           | Üü üü          | /yː/    |
| V v             | V v            | /v/     |
| Z z             | Z z            | /t͡s/    |